# Eduardo Gregorio
Eduardo Gregorio López Martín (Las Palmas de Gran Canaria, España, 13 de octubre de 1903 - 31 de agosto de 1974) fue un escultor y ceramista español.

## Biografía
Infancia en su ciudad natal. Tras los estudios de bachillerato realiza la carrera de Náutica, mientras desarrolla su afición por la talla en madera, en la que logra una gran destreza. Ingresa a los catorce años en la recientemente fundada Escuela Luján Pérez, de la que será director en 1927.
Néstor Martín-Fernández de la Torre le encarga la realización de dos fruteros en madera para ornamentar la escalera del Teatro Pérez Galdós; más tarde volverían a colaborar con el mausoleo de Fernando León y Castillo isla y se traslada a Tosa de Mar, Gerona. Participa en el Salón de Octubre y es seleccionado por la Academia Breve de Crítica de Arte que dirige Eugeni d'Ors para su Exposición Antológica, junto a Ángel Ferrant y Cristino Mallo.
En 1951 representa a España en la Semana Internacional de Tánger, obteniendo el Premio de Honor. Reside en esta ciudad hasta 1955, año en el que regresa a Barcelona con ocasión de la III Bienal Hispanoamericana en la que participa.
En 1956 decide emigrar a Venezuela, donde trabaja como profesor de las Escuelas de Bellas Artes de Caracas y Valencia, y también como director de la fábrica de Cerámicas Carabobo en esta última ciudad. Paralelamente desarrolla trabajos en cerámica, llegando a tener un gran dominio por el que recibe reconocimiento internacional. En 1962 recibió, junto a sus alumnos, la medalla de oro en la Exposición Internacional de Cerámica de Buenos Aires, y el mismo año, la de plata, representando a Venezuela en la Exposición de Cerámica Contemporánea de Praga.
En Venezuela contacta con grupos de artistas constructivo-cinéticos, incorporando como novedad a su obra el color y la rigidez geométrica..
En 1963 vuelve a Las Palmas, enfermo de una dolencia cardíaca. En esta ciudad se le encarga la dirección de un centro de Alfarería y Cerámica creado por la Caja Insular de Ahorros. En 1973 participa en la I Exposición Internacional de Escultura en la Calle de Santa Cruz de Tenerife. Fallece en Las Palmas el 31 de agosto de 1974.

## Estilo

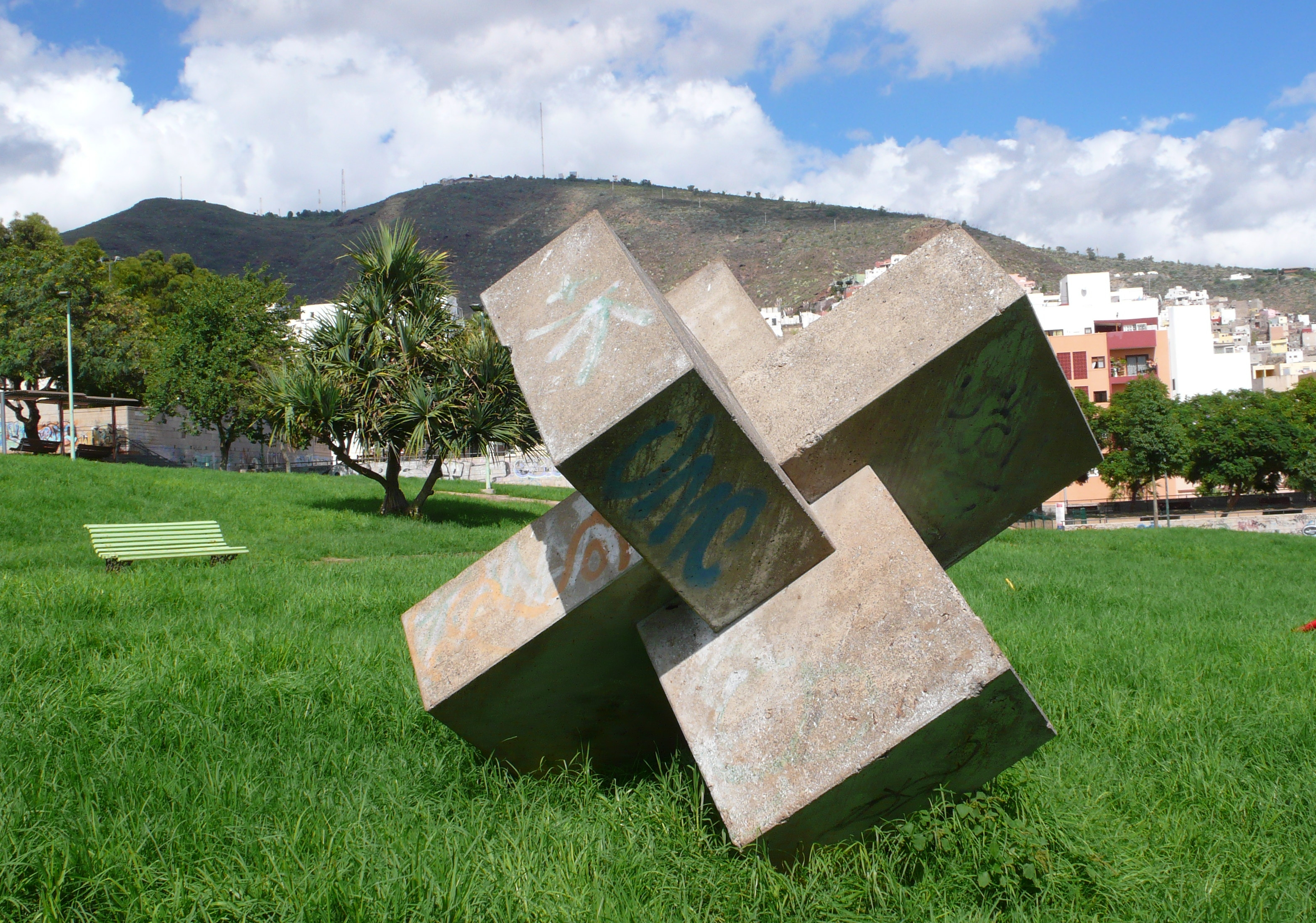
Macla, ubicada en Sta. Cruz de Tenerife.

Eduardo Gregorio está considerado como uno de los iniciadores del indigenismo en Canarias, continuado luego por otros autores del archipiélago, como Felo Monzón, Plácido Fleitas o Antonio Padrón. Sus campesinas canarias, de rasgos distintivos exagerados, sería seguido por muchos artistas de la Escuela Luján Pérez.
En escultura, el artista realiza un marcado cambio de estilo hacia 1950, en el que sus obras se vuelven más estilizadas y esquemáticas; esto se debe en parte a la influencia de la escultura africana. Su estancia en Venezuela le llevaría a explorar la abstracción geométrica y el arte cinético. En cerámica destacó por su espíritu investigador.